# Grenoble images parole signal automatique
Grenoble images parole signal automatique ou GIPSA-lab est une unité mixte de recherche (CNRS, Institut polytechnique de Grenoble, Université Grenoble-Alpes) menant des recherches théoriques et appliquées sur les communications numériques et les interactions homme-système. Créé en 2007 et situé 11 rue des Mathématiques sur le domaine universitaire de Saint-Martin-d'Hères, ce laboratoire pluridisciplinaire possède en 2018 un effectif global de 371 personnes et ses équipes participent à de nombreuses collaborations scientifiques à travers le monde.
Bien que possédant un large éventail de secteurs de recherche de pointe comme le pilotage de machines par la seule activité cérébrale, l'un de ses développements le plus médiatisé est l'apprentissage des interactions et comportements humains chez un robot humanoïde, lors d'un face à face avec une personne.

## Histoire
Le GIPSA-lab est né le 1er janvier 2007 de la fusion de trois laboratoires, le Laboratoire des images et des signaux, le Laboratoire d’automatique de Grenoble et l'Institut de la communication parlée. Ce dernier laboratoire fondé en 1983 étant lui-même issu de l'Institut de phonétique créé à Grenoble en 1904 par le linguiste et phonéticien Théodore Rosset. De son côté, le Laboratoire d’automatique de Grenoble a été créé en 1958 par René Perret, l’un des pionniers de l'enseignement et de la recherche universitaire en automatique en France. Quant au Laboratoire des images et des signaux, il est le plus récent puisque créé en 1998 par la fusion du Centre d'études des phénomènes aléatoires et géophysiques (CEPHAG) et du Laboratoire de traitement d'images et reconnaissance de formes (LTIRF).

## Structure
Le GIPSA-lab est composé d'une douzaine d'équipes structurées en trois départements : Image et signal, Automatique, Parole et cognition. Les équipes de ce laboratoire publient environ 400 publications scientifiques par an, lesquelles sont consultables sur le site de l'Archive ouverte HAL. Son département Automatique est de nature à porter des projets pluridisciplinaires et transversaux comme l'utilisation de drones, de robots, de nano systèmes, ou la gestion de réseaux électriques embarqués, de transport, de trafic routier, de gestion de l'eau, de santé.

## Avancées technologiques
GIPSA-lab se signale par ses avancées sur la communication non verbale lors d'une rencontre entre un robot et un être humain, en recherchant quel comportement précis doit adopter le robot (posture, clignement des yeux, émotions, intonations de la voix…). Dans ce but, le laboratoire possède un robot de type iCub 2.0, spécialement équipé d'une machoire et d'yeux dotés de caméras et de paupières, afin de parvenir à reproduire au plus près les émotions et les interactions humaines lors d'un face à face. Ces échanges entre l'homme et la machine doivent être répétés un grand nombre de fois à l'aide d'algorithmes d'apprentissage afin de réagir de façon appropriée. Fin 2017, le GIPSA-lab prévoit la pose de sourcils sur le robot et l'intégration de leurs mouvements dans les algorithmes. Dans l'avenir, ce robot prénommé Nina par les chercheurs et doté d'une cinquantaine de moteurs pourrait alors participer à des campagnes de détection de la maladie d'Alzheimer. En février 2018, le magazine économique américain, Forbes, place Nina parmi dix robots humanoïdes incroyablement réalistes dans le monde en retenant que son apprentissage en profondeur lui permet de corriger elle-même ses erreurs et qu'elle utilise le contact visuel comme moyen de communication.

Entrée du GIPSA-lab.

Dans ces échanges homme-robot, l'apprentissage de la parole ou parole de synthèse est un autre défi technologique à relever, qui se fait grâce à un synthétiseur vocal, appareil permettant de reconstituer en temps réel la parole d'une personne articulant silencieusement. Modéliser la voix humaine est une activité du GIPSA-lab, mais à plus long terme, il souhaite reconstruire la parole d'une personne muette à partir d'une interface neuronale directe en captant son activité cérébrale et en la traduisant en temps réel en une voix de synthèse.
Le GIPSA-lab est également reconnu pour la mise au point d'un jeu vidéo, Brain Invaders, fonctionnant à partir d'une interface neuronale directe (interface cerveau machine) et utilisant les propriétés des ondes électriques P300 du cerveau humain afin de s'affranchir de toute utilisation de souris ou de manette. Un logiciel permettant dans ce cas de décoder l'intention du joueur équipé d'un casque à électrodes recueillant ses données encéphalographiques, transcrites alors en commande de tir sur une cible. Outre les applications évidentes dans les jeux vidéo d'un futur proche, des applications dans la vie courante ne sont pas encore connues mais l'utilisation de cette technique pour pallier l'absence de mobilité ou d'élocution semble très prometteuse,.
Dans le domaine de la maîtrise des signaux, le GIPSA-lab s'est lancé dans la sécurisation du vol de drones, notamment lors de vols rapprochés en escadrille ou dans un espace contraint avec la présence de câbles voire d'aéronefs gros porteurs. Le laboratoire travaille également sur la capacité d'un drone à naviguer en terrain inconnu comme la traversée d'une forêt. Cette grande maîtrise lui a permis d'opérer l'incubation de la startup Drone interactive via la société d’accélération du transfert de technologies Linksium.
Dans d'autres domaines, une équipe internationale, dont des chercheurs du GIPSA-lab, a mesuré pour la première fois en 2014 la concentration de trois chlorofluorocarbures dans l'atmosphère. En janvier 2017, le GIPSA-lab, le laboratoire de psychologie cognitive de Marseille et le Laboratoire d'anatomie de l'université de Montpellier mettent en évidence par la publication de données que les babouins produisent des vocalisations comparables aux voyelles malgré la position haute de leur larynx. Cependant, ils ne vocalisent que deux des cinq voyelles. En novembre 2017, une étude menée par le GIPSA-lab montre que les enfants souffrant de dyslexie ont un apprentissage orthographique tellement laborieux qu'il peut  modifier ou altérer les compétences en écriture, et ce, malgré l'absence de dysgraphie chez ces enfants.

## Accès
Le laboratoire est accessible par les lignes B et C du tramway.

## Personnalités liées
- Hélène Lœvenbruck (1968-), linguiste et chercheuse française.